# حلق الوادی
حلق الوادی (به عربی: حلق الوادی) شهری در استان تونس کشور تونس است که جمعیت آن در سرشماری سال ۲۰۰۴ میلادی ۸۹٫۵۵۹ نفر بوده‌است.